# Protowall
Protowall ist ein sogenannter „IP-Blocker“, eine Software, die gezielt den Kontakt des eigenen PCs mit IP-Adressen von unerwünschten Unternehmen, Behörden oder sonstigen Einrichtungen verhindert.

## Funktionsweise
Protowall richtet im System einen Netzwerktreiber ein, mit welchem es der Software möglich ist, an erster Stelle ein- und abgehende Datenpakete zu kontrollieren. Mit Hilfe einer bereitliegenden schwarzen Liste kann Protowall nun entscheiden, ob der Rechner einem eingehenden Datenpaket antwortet oder ein ausgehendes passieren lässt. Stößt Protowall dabei auf ein Datenpaket, das an eine der gelisteten IP-Adressen adressiert ist bzw. von dieser stammt, wird das betreffende Paket abgefangen. Eine Kommunikation zwischen eigenem Rechner und einem unerwünschten Unternehmen wird somit unterbunden.

## Unterstützte Protokolle
Protowall ist in der Lage folgende Netzwerkprotokolle zu beobachten:
IP, ICMP, TCP, UDP, HOPOPTS, IGMP, GGP, IPV4, ST, EGP, PIGP, RCCMON, NVPII, PUP, ARGUS,
EMCON, CHAOS, MUX, MEAS, HMP, PRM, IDP, TRUNK1, TRUNK2, LEAF1, LEAF2, RDP, IRTP, TP,
BLT, NSP, INP, SEP, 3PC, IDPR, XTP, DDP, CMTP, TPXX, IL, IPV6, SDRP, ROUTING, FRAGMENT,
IDRP, RSVP, GRE, MHRP, BHA, ESP, AH, INLSP, SWIPE, NHRP, MOBILE, TLSP, SKIP, ICMPV6, NONE
, DSTOPTS, AHIP, CFTP, HELLO, SATEXPAK, KRYPTOLAN, RVD, IPPC, ADFS, SATMON, VISA, IPCV,
CPNX, CPHB, WSN, PVP, BRSATMON, ND, WBMON, WBEXPAK, EON, VMTP, SVMTP, VINES, TTP, IGP, DGP,
TCF, IGRP, OSPFIGP, SRPC, LARP, MTP, AX.25, IPEIP, MICP, SCCSP, ETHERIP, ENCAP, APES, GMTP, IPCOMP, PIM, PGM.

## Hintergrund
Im Internet gibt es zahlreiche Unternehmen und Einrichtungen, welche Internetbenutzer ausspionieren. Angefangen mit dem Beobachten der Vorlieben eines Benutzers – um ihn z. B. gezielt mit Werbung bedienen zu können – über das Erstellen von Statistiken bis hin zur Kontrolle auf illegale Aktivitäten (Stichwort: RIAA und MPAA) reicht die Palette. Um dies im großen Stil bewerkstelligen zu können, werden Standleitungen benötigt, die über große Bandbreiten verfügen und eine statische IP-Adresse besitzen. Dank dieser Tatsache ist es möglich, per Whois-Abfrage Listen über besagte Unternehmen zu führen und diese mit Hilfe eines IP-Blockers oder einer Firewall vom eigenen Rechner fernzuhalten. Firewalls sind jedoch meist nicht dafür konzipiert, große Listen an IP-Adressen zu verarbeiten, so dass es hier oftmals zu starker Systemauslastung oder gar einem Absturz kommt (wobei der Rechner im ungünstigsten Fall ungeschützt zurückgelassen wird). IP-Blocker hingegen haben nur die Aufgabe, IPs zu blockieren, und können dies mit einer meist kaum messbaren Systemauslastung bewerkstelligen.
Der Einsatz eines IP-Blockers wie Protowall ist als provisorische Sicherheitsmaßnahme zu bezeichnen. Zum einen ist es kaum möglich, sämtliche IP-Adressen von Unternehmen ausfindig zu machen, und zum anderen können diese auch ebenso leicht auf dynamische IP-Adressen zurückgreifen.

## Bluetack
Hinter Protowall steht eine Internetgemeinschaft namens Bluetack Security Solutions. Diese Gemeinschaft besteht zum Teil aus Programmierern wie DudeZ (Hauptprogrammierer von Protowall) sowie aus einer Reihe Freiwilliger, die IP-Adressen von Unternehmen ausspähen. Bluetack führt unter anderem eine Reihe von schwarzen Listen, welche in Kategorien unterteilt sind (z. B. Werbung, Universitäten, Regierungseinrichtungen, Anti-Piraterie-Organisationen usw.). Bluetack hat keinen kommerziellen Hintergrund und finanziert sich durch Spenden.

## Blocklist Manager
Wie Protowall ist Blocklist Manager eine weitere Software von Bluetack. Sie dient zum Verarbeiten von IP-Listen und ist unter anderem in der Lage, Listen direkt vom Bluetack-Internetportal herunterzuladen und in unzählige Formate (für verschiedene Programme) zu konvertieren. Ferner werden noch andere Bearbeitungsmöglichkeiten geboten. Bluetack rät dazu, Protowall und Blocklist Manager kombiniert zu verwenden, um gewährleisten zu können, dass die IP-Listen stets aktuell sind.